# TRIUMF

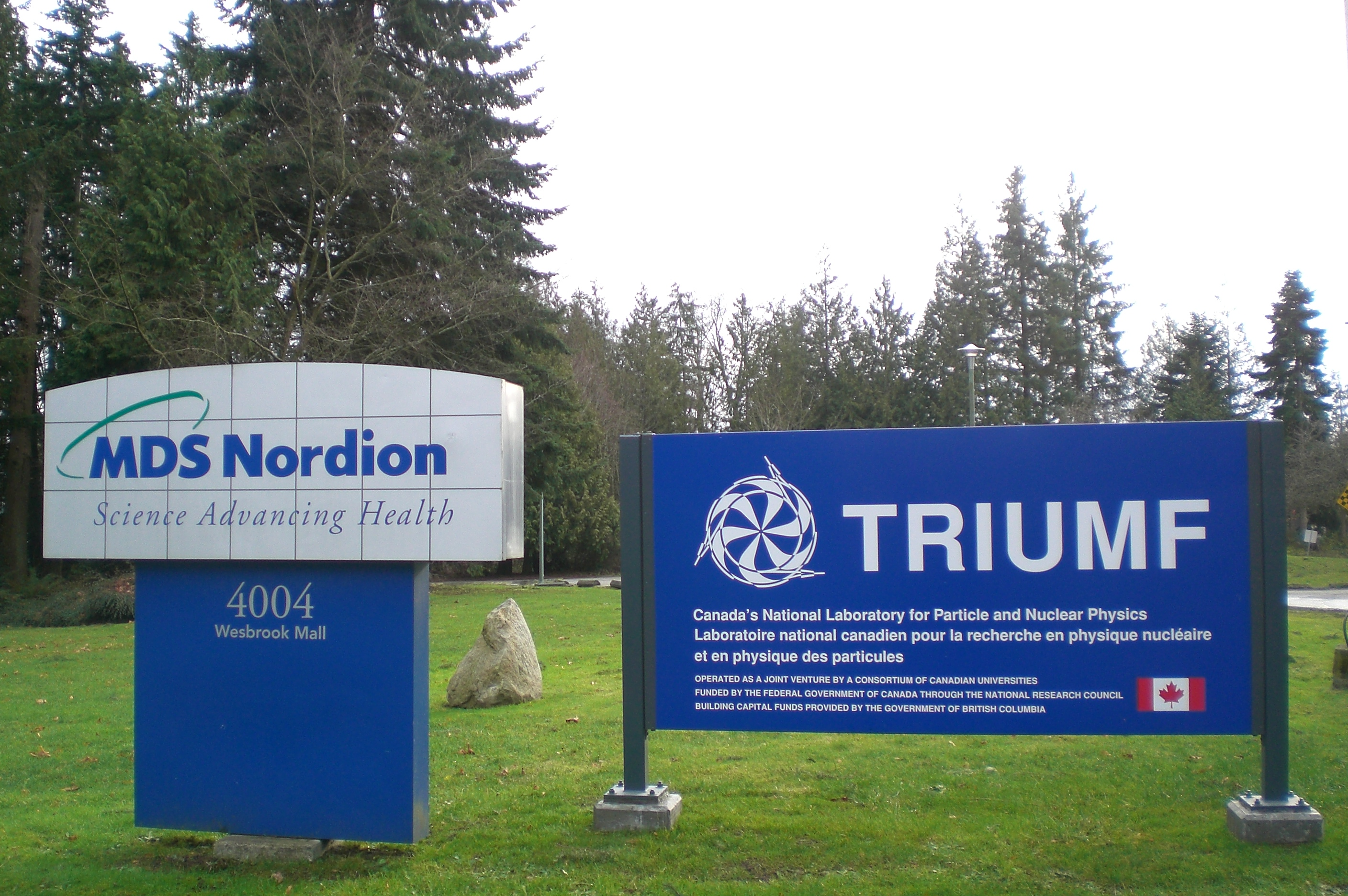
TRIUMF Einfahrtsbereich

TRIUMF (eine Abkürzung für Tri University Meson Facility) ist Kanadas nationales Forschungszentrum für Teilchenphysik. Das 1968 gegründete Forschungszentrum befindet sich auf dem südlichen Campusteil der University of British Columbia (UBC) in Vancouver, British Columbia, Kanada. Es beherbergt das weltgrößte Zyklotron. Die Anlage ist seit 1974 in Betrieb und wurde im Jahr 2010 in die Liste IEEE Milestone aufgenommen.
Der Elektromagnet des Zyklotrons hat rund 18 Meter Durchmesser und wiegt 4.000 Tonnen. Die Protonen werden auf maximal etwa 500 MeV beschleunigt; ihre Geschwindigkeit beträgt dann ca. 224.000 km/s. Forschungsgebiete sind außer der Teilchenphysik Nuklearmedizin und Materialwissenschaften.
An dem Standort arbeiten 450 Forscher, Ingenieure und andere Angestellte. Hinzu kommen 150 Studenten. In dem Labor forschen jährlich rund 1000 nationale und internationale Forscher. Das Zentrum wird von drei Universitäten finanziell getragen (daher das Tri- im Namen): University of British Columbia, Simon Fraser University und University of Victoria.